# Клад
Клад (рос. Клад, ерз. Клад) — селище у складі Старошайговського району Мордовії, Росія. Входить до складу Старошайговського сільського поселення.
Населення — 7 осіб (2010; 10 у 2002).
Національний склад (станом на 2002 рік):
- росіяни — 100 %